# Albert Hazen Wright
Pour les articles homonymes, voir Wright.
Albert Hazen Wright (né le 15 août 1879 à Hilton (New York) et mort le 5 juillet 1970 à Ithaca) est un zoologiste américain.

## Biographie
Il est le fils de Delos C. Wright et Emily Hazen. Il fait ses études à l'université Cornell (Ithaca) où il obtient son doctorat en 1908. Il y commence à enseigner comme démonstrateur dès 1905. Il rencontre Anna Maria Allen (1882-1964) à Cornell avec laquelle il se marie le 25 juin 1910. Le couple s’intéresse à l'étude des amphibiens. En 1879, ils cosignent les livres Handbook of Snakes of the United States and Canada et Handbook of Frogs and Toads of the United States and Canada.
Il fait paraître en 1914 un article sur la mort, en captivité, du dernier pigeon migrateur.
En 1915, il obtient une place de professeur assistant puis, en 1925 de professeur, fonction qu'il conserve jusqu'en 1946. Il est fait, en 1947, professeur émérite de l'université.
Il fait paraître en 1949, Handbook of Frogs and Toads of the US and Canada et en 1957, Handbook of Snakes of the US and Canada.
Sherman Chauncey Bishop (1887-1951) lui dédie Batrachoseps wrighti (Bishop, 1937),  Karl Patterson Schmidt (1890-1957) Urosaurus ornatus wrighti (Schmidt, 1921) et Harold Trapido (1916-1991) Storeria dekayi wrightorum.